# Emanuel Mendez da Costa
Emanuel Mendez da Costa (5 de Junho, 1717 – 31 de Maio, 1791) foi um botânico, naturalista e filósofo britânico, e colecionador de valiosas notas e manuscritos, e de anedotas dos letrados.
Ele foi um dos primeiros judeus membros (Fellows) da Royal Society of London, e tornou-se bibliotecário.  Ele também foi membro da "Sociedade de Antiquários de Londres"; um membro da Sociedade de Botânica, em Florença, a "Sociedade Aureliano", e da "Spalding Gentlemen's Society".
Suas publicações incluíram A Natural History of Fossils 1757, Elements of Conchology, or An Introduction to the Knowledge of Shells 1776, British Conchology 1778, e vários artigos importantes no Philosophical Transactions of the Royal Society e outras publicações científicas.